# Niño mimado
Un niño mimado o niño consentido es un niño que presenta problemas de conducta debido a un exceso de indulgencia de sus padres.
A los niños mimados se los describe como "consentidos", "grandiosos", "narcisistas" o "egocéntricos". Cuando llega al extremo de causar problemas o conflictos ya se los describe como "malcriados" o "berrinchudos".
No existe una definición científica aceptada de lo que significa "mimado", y los profesionales son a menudo reacios a utilizar la etiqueta, ya que es considerada vaga y peyorativa.
Ser mimado no se reconoce como un trastorno mental en ninguno de los manuales médicos, tales como el DSM-IV,
el DSM-5 (la propuesta de revisión del manual anterior)
o la CIE-10.
Es de vital importancia evitar tomar este tipo de condición confundiéndola con otros trastornos más serios como los del espectro autista (en especial el de grado leve o síndrome de Asperger).

## Hijo único
Alfred Adler (1870-1937) creía que los hijos únicos eran propensos a experimentar una variedad de problemas de su situación. Adler teoriza de que sólo porque los niños no tienen rivales por el afecto de sus padres, se convertirán en niños mimados y consentidos, en particular por la madre. Él sugirió que esto podría causar dificultades interpersonales de adulto si la persona no es universalmente querida y admirada.
Una revisión cuantitativa de 141 estudios en 16 rasgos de personalidad diferentes contradice la teoría de Adler. Esta investigación no encontró ninguna evidencia de ningún "deterioro" u otro patrón de inadaptación de los hijos únicos. El principal hallazgo fue que los niños solos no son muy diferentes de los niños con hermanos. La principal excepción a esto fue el hallazgo de que hijos únicos son generalmente más altos en la motivación de logros. Un segundo análisis reveló que los hijos únicos, los primogénitos y los niños con un solo hermano obtenían mayor puntuación en las pruebas de habilidad verbal que niños con varios hermanos.